# Problepsis achlyobathra
Problepsis achlyobathra är en fjärilsart som beskrevs av Louis Beethoven Prout 1928. Problepsis achlyobathra ingår i släktet Problepsis och familjen mätare. Inga underarter finns listade i Catalogue of Life.

## Bildgalleri

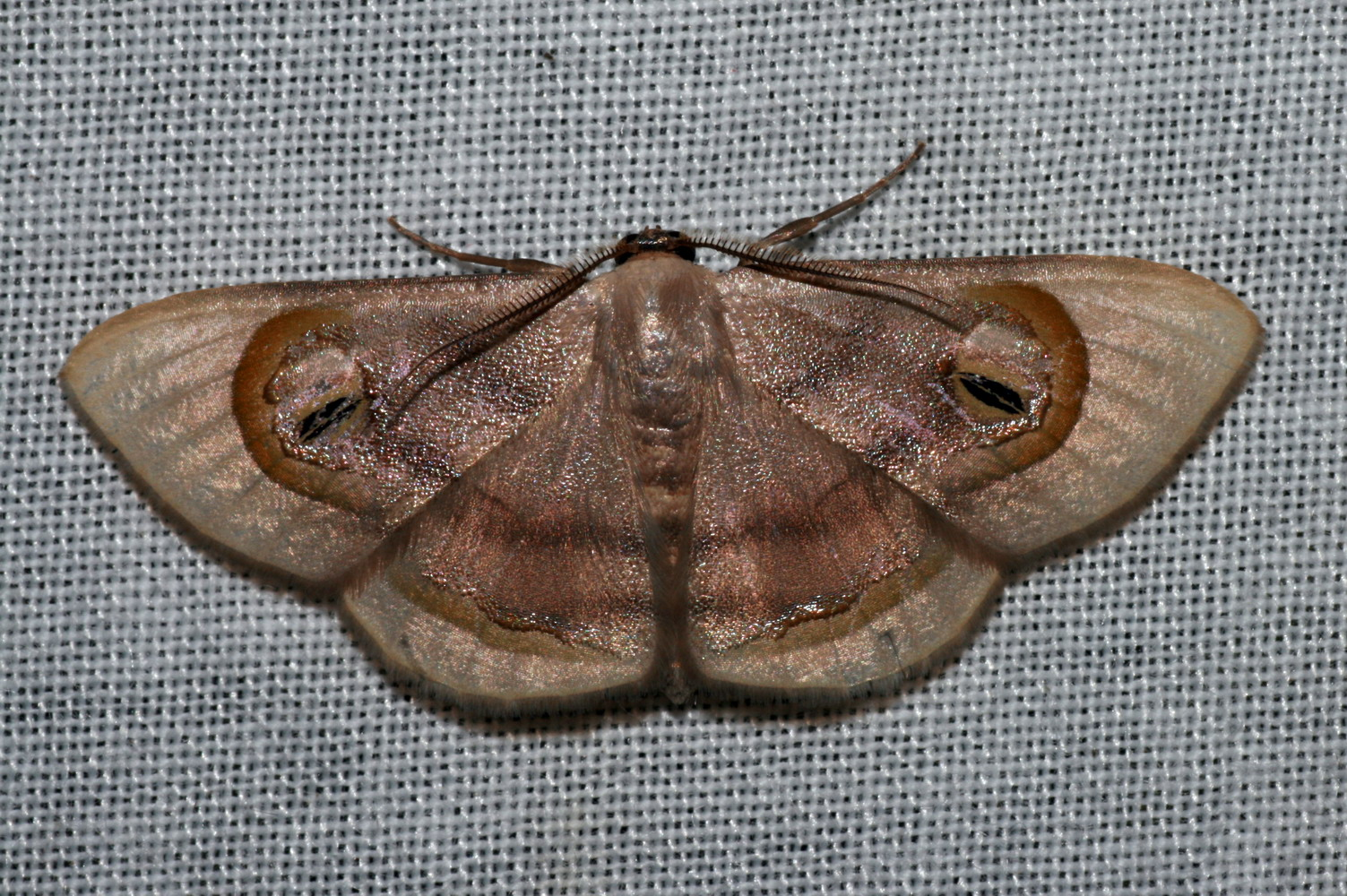
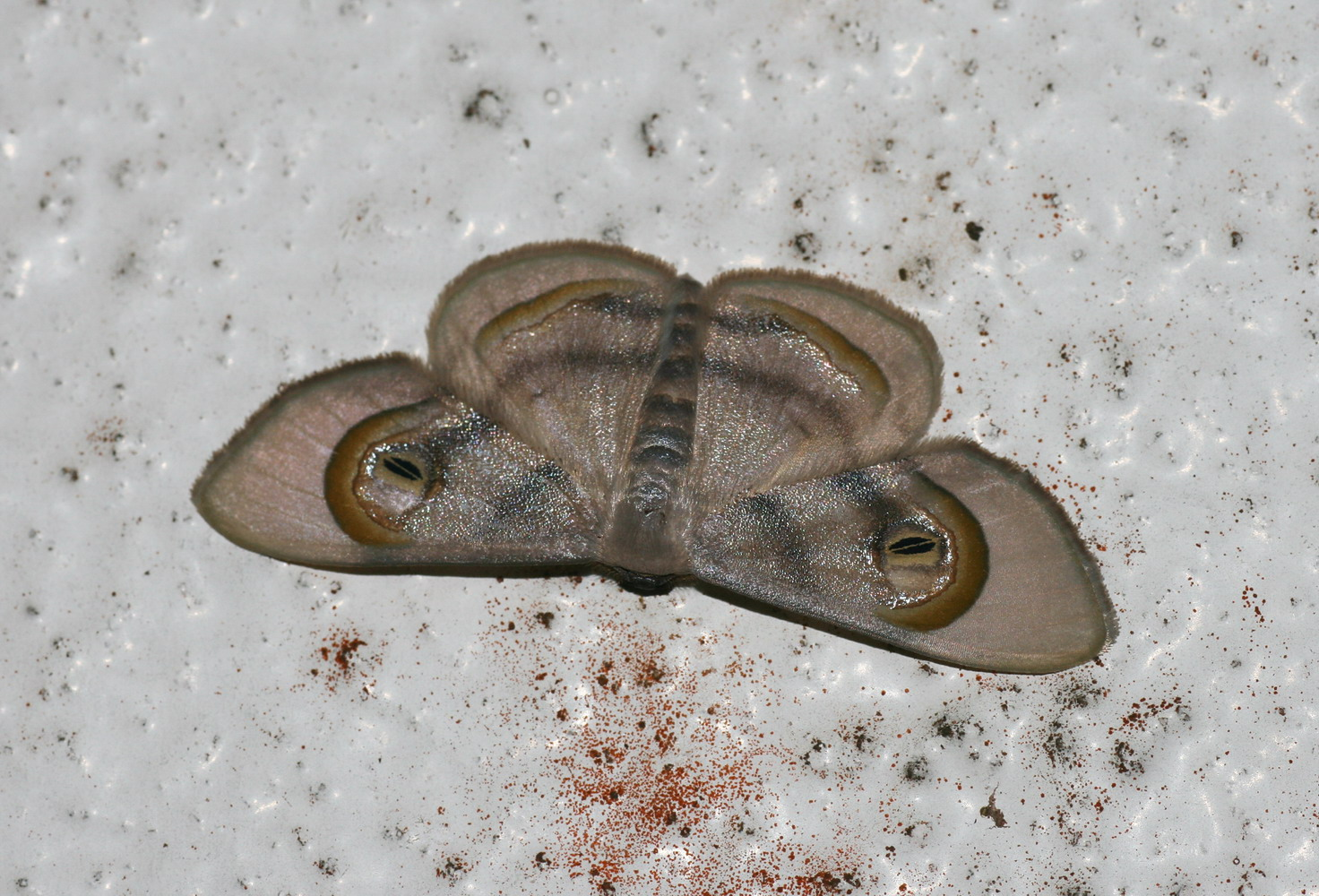